# Limnonectes micrixalus
Limnonectes micrixalus là một loài ếch trong họ Ranidae. Chúng là loài đặc hữu của Philippines.
Môi trường sống tự nhiên của nó là các khu rừng đất thấp ẩm nhiệt đới hoặc cận nhiệt đới và sông. Tình trạng bảo tồn của nó hiện chưa đủ thông tin.